# Definition
 For alternative betydninger, se Definition (flertydig). (Se også artikler, som begynder med Definition)
En definition er et udsagn, der afgrænser og forklarer et ords eller udtryks betydning. Kravene til en definition er ikke entydige. I den klassiske opfattelse er definitioner altid epistemisk sande, men i praksis anerkendes dogmatiske definitioner af mange erkendelsesfilosoffer. Begge typer definitioner har dog som ideal, at alle relevante fænomener indgår og at alle irrelevante fænomener udelukkes.
Såvel i logik som i matematik skelnes der mellem intentionel definition, som angiver betydningen af en term ved at specificere alle nødvendige betingelser, der kræves for at tilhøre definitionsmængden, og ekstentionel definition, som formulerer et fænomens betydning ved at angive dets omfang. For eksempel er definitionen "ungkarl" som "ugift mand" intentionel, mens De forenede Nationer er ekstensionel i betydningen "alle medlemslande". 
- Se Wiktionarys definition på ordet definition

| Sprog | Spire Denne artikel om sprog er en spire som bør udbygges. Du er velkommen til at hjælpe Wikipedia ved at udvide den. |